# 李娥 (东吴)
李娥 （？年—？年），東吳丹陽郡青陽縣人。被後人作為煉鐵爐前供奉的投爐神。

## 李娥投爐
李娥的父親在吴大帝孫權時期是鐵官，負責打造兵器，一次，煉金竭爐而鐵水不出。李娥的父親耗損的量，價值超過十萬，因当时孫吳草創，律法嚴厲，应当处斬。十五歲的李娥很痛心，因为火烧得正旺，於是投身於爐中，火光冲破天际，只見鐵水溢出爐口，李娥的两只鞋子浮出而身體已經熔化。鐵水已塞满爐水向下流形成溝渠，泉注二十里，流入长江。所收获得金有几億萬斤，溝渠中鐵至今仍存。所以東吳有每冶銅鐵必爲李娥立祠以祈求保佑的習俗。后人奉为“炉神”。

## 魯迅書信
《魯迅書信集》第211號，回信給趙景深提及：“頃檢出《百孝圖說》(已是改訂版了)，投爐者只有李娥，但是因鑄軍器而非鐘，不知是怎麼一回事。今將全部奉借，以便通盤檢查——那圖上的地下，明明有許多軍器也。”（魯迅的《朝花夕拾》裡曾提到過《百孝圖說》，趙景深向魯迅借《百孝圖說》，故魯迅回信）。

## 外部連結
- 中國哲學書電子化計劃《百孝圖說》